# Saadia Gaon
Saadia ben Yossef Al Fayumi Gaon, cunoscut ca Rav Saadia Gaon, sau ca Saadia din Fayum (în arabă سعيد بن يوسف الفيومي, Said bin Yossef al Fayumi) sau RASAG (acronim) (în ebraică סעדיה גאון; n. iulie 882 d.Hr., Al Fayyum, Califatul Abbasid – d. 16 mai 942 d.Hr., Sura⁠(d), Califatul Abbasid) a fost un rabin evreu egiptean și irakian, cărturar erudit, filozof , poet liturgic, filolog și traducător, conducător al academiei talmudice (ieșiva) din Sura, reprezentant al „geonimilor” evreilor babilonieni. A scris mai ales în limba arabă-evreiască, graiul arab al evreilor din Egiptul și Irakul medieval.
Saadia Gaon s-a remarcat prin cunoașterea adâncă a textelor sacre ale iudaismului și a gândirii filozofice și a științelor din vremea sa,
El este autorul unor cărți în probleme de filologie și gramatică ebraică, al unor poezii liturgice - piyutim, lucrări filozofice.   
Saadia Gaon a fost cel dintâi cărturar care s-a ocupat în mod sistematic de gramatica limbii ebraice, fiind influențat de cercetătorii gramaticii arabe care au activat în vremea sa. De aceea este considerat primul dintre gramaticienii evrei din evul mediu. Între elevii sau în acest domeniu se pot menționa gramaticienii Dunash Ben Lavrat și Menahem Ben Saruk.

## Biografie

### Copilăria și tinerețea
Porecla Al Fayumi demostrează că Saadia Gaon a sosit în Irak din Egipt, dar locul nașterii sale nu este clar. Unii consideră că s-a născut în satul Dilas din provincia Fayum din Egiptul de Sus în luna ebraică Tamuz 4742 (anul 852 d.Hr.), în timp ce alții (Itzhak Julius Gutmann, Avraham Wertheimer, Simha Bunem Orbach) cred că s-ar fi născut de fapt în Yemen.Tatăl său, rabbi Yossef Al Fayumi, era unul din urmașii învățatului tanait Rabbi Hanina Ben Dosa, și se spune ca era cohen, adică din neam de preoți israeliți din vechime. El lucra ca simplu meșteșugar și se pare ca nu avea posibilități să dea fiului o educație aleasă. Cu toate acestea, fiul Saadia a ajuns un mare învățat. 
După mărturia scribului Al Masudi, Saadia s-a aflat printre elevii lui Abu Katir Yehiya ben Zaharia Hasofer din Tverya (Tiberias) pe care Masudi îi credea Ashmaatim, adică karaiți.Alții presupun că a învățat Tora cu un rabin karait pe nume Yehuda Ben A'lan (sau Eli Ben Yehuda Hanazir, după Abraham Geiger și Yehuda Leib Dukes)  
De mic a prins multă învățătură în domeniul limbii ebraice, inclusiv a gramaticii, de asemenea în domeniul Bibliei ebraice Tanah, al Legii divine orale - Mișna și Ghemara, și al jurisprudenței iudaice - Halaha. A aprofundat și „științele și înțelepciunea neamurilor” (madaim vehohmot hagoyim), cu alte cuvinte științe și filozofie generale. În vremea să ajunsese cultura lumii arabo-islamice la înflorire în Egipt și alte regiuni, pe fundamentele științei și filozofiei grecești.

### Scrierile și polemicele sale religioase
Saadia Gaon a lăsat scrieri în multe domenii și a avut un rol de deschizător de drumuri în toate genurile literaturii teologice evreiești.
A fost primul comentator al Bibliei ebraice de după Talmud, a tradus Pentateuhul în limba arabă, a fost primul comentator al Mișnei și al Talmudului, și al doilea autor al unei Cărți de rugăciuni iudaice (Sidur Tefila), fiind precedat în aceasta doar de Amram Gaon. El a fost și primul autor de gramatici ale limbii ebraice, a scris cărți juridice și culegeri de poezii liturgice.
I se datorează și un comentariu la cartea „Sefer Yetzira” (una din cărțile fundamentale ale Cabalei și una din primele cărți care aparțin domeniului filozofiei iudaice - „Minyan Hamitzvot” și „Sefer Haemunot vehadeot” și este considerată o carte de căpătâi. În această lucrare Saadia Gaon tratează toate metodele filozofice și teologice cunoscute până în vremea lui
El a adăugat capitolului X al acestei cărți un articol "Maamar Haprishut hashlemá”, care este considerat primul text de teorie etică iudaică (musar).
Saadia a scris și lucrări polemice - ca Disputa cu Aharon Ben Meir, response lui Hiwi Habalhi, o carte de response împotriva lui Anan Ben David, fondatorul karaismului, etc 